# 줄표
줄표는 막대 모양처럼 생긴 구두점의 총칭이다. 언어에 따라 용법이 다르다.

## 용례

### 한국어
- 제목 다음에 표시하는 부제의 앞뒤에 쓰며, 뒤에 오는 줄표는 생략할 수 있다. 줄표의 앞뒤는 띄어쓰는 것이 원칙이나, 붙여 쓰는 것도 허용한다.[1][2](「한글 맞춤법」 부록 「문장 부호」 제15항)
  - 이번 토론회의 제목은 ‘역사 바로잡기 ― 근대의 설정 ―’이다.[1][2]
  - ‘환경 보호 ― 숲 가꾸기 ―’라는 제목으로 글짓기를 했다.[1][2]
- 강조나 부가 설명 또는 예를 들기 위하여 중간에 어구를 삽입하는 경우, 문장 안의 다른 어구들과 구분하기 위해 해당 어구의 앞뒤에 쉼표를 쓰는데 쉼표 대신 줄표를 쓸 수 있다. 삽입한 어구 안에 쉼표가 있을 때에는 삽입한 어구의 앞뒤에는 쉼표를 쓰지 않고 줄표를 써야 한다.[3][4][「한글 맞춤법」 부록 「문장 부호」 제4항의 (13)]
  - 나는 ― 솔직히 말하면 ― 그 말이 별로 탐탁지 않아.[3][4]
  - 영호는 미소를 띠고 ― 속으로는 화가 치밀어 올라 잠시라도 견딜 수 없을 만큼 괴로웠지만 ― 그들을 맞았다.[3][4]
  - 치열한 접전 끝에 우리팀은 ― 다시 생각하기도 싫지만 ― 결국 지고 말았다[3][4]
  - 이건 내 것이니까 ― 아니, 내가 처음 발견한 것이니까 ― 절대로 양보할 수 없다.[3][4]
  - 치열한 접전 끝에 우리 팀은 ― 다시 생각하기도 싫고, 말을 꺼내기도 싫지만 ― 결국 지고 말았다.[3][4]

### 영어

#### 엠 대시(—, em dash)
줄표의 길이가 알파벳 대문자 엠(M)의 가로 길이와 같아 '엠 대시'라고 불린다. 엠 대시는 문맥에 따라 쉼표, 소괄호 또는 쌍점 대신에 쓰일 수 있다. 엠 대시의 앞뒤는 띄어쓰지 않는 것이 전형적이나, 가독성과 심미성을 위해 띄어쓰기도 한다.
- 문장 중간에 삽입되는 절이나 구, 부연으로 삽입된 동격 또는 설명 등의 앞뒤에 놓인 쉼표 대신에 사용할 수 있다. 이 경우 쉼표에 비해 강조의 의미가 있다.[5]
  - Amy Stanley, a professor of Japanese history at Northwestern University, who has written books on Japanese prostitution and women’s social history, told me the established historical evidence that Ramseyer omitted—about physical violence and threats used to keep women from escaping the comfort stations—“destroy” his argument that women stayed there voluntarily.[6]
  - The hope was that race would not disadvantage us — the next generation — if we played our cards right.[7]
- 소괄호 대신에 사용될 수 있다. 소괄호에 비해 덜 격식적이나 글의 흐름을 끊는 성격도 있어 소괄호 안에 들어갈 만한 내용에 주목을 요할 때 쓰인다. 이 경우 원래 소괄호 앞뒤에 있어야 할 문장부호(마침표 제외)는 생략된다.[5]
  - When they examined the one cited source that seemed as if it might lead to data about relevant contracts, from 1938, they found that it provided sample contracts for employment of a Japanese woman as a “barmaid”—“shakufu” in Japanese, a job understood to involve sex work.[6]
  - According to his neighbors, he and four others armed themselves with a rudimentary arsenal of machetes, spears, and traps—guns were far too expensive—and headed into the park before dawn.[8]
- 문장의 결론을 강조하는 쌍점 대신에 사용할 수 있다. 엠 대시는 쌍점보다 덜 격식적이다.[5]
  - Today, among Hindi speakers throughout the world, namaste is a simple greeting to say hello. It's often used in more formal situations, like when addressing someone older or someone you don't know well. But that's all it means — hello.[9]
- 단어의 철자가 빠졌거나 의도적으로 생략된 부분에 두 개의 엠 대시를 쓸 수 있다. 한 단어 전체가 누락된 경우 두 개 또는 세 개의 엠 대시를 쓸 수 있는데, 같은 문서 상에서는 같은 개수로 써야 한다. 앞뒤에 놓일 문장부호는 생략해서는 안 된다.[5]

#### 엔 대시(–, en dash)
줄표의 길이가 알파벳 대문자 엔(N)의 가로 길이와 같아 '엔 대시'라고 불린다.
- 숫자의 범위 또는 기간을 표시할 때 쓰인다. 엔 대시의 앞뒤는 띄어쓰지 않는다. 문맥에 따라 엔 대시는 to 또는 through로 읽힌다.[10]
  - The 2010⁠–⁠2011 season was our best yet.[10]  You will find this material in chapters 8⁠–⁠12.[10]  The professor holds office hours every Wednesday, 11:00 a.m.⁠–⁠1:00 p.m.[10]
- 경기 점수 등을 보고할 때 쓰인다.[10](한국어에서 쌍점 또는 '대')
  - The president’s nominee was confirmed by the Senate, which voted 62⁠–⁠38 along party lines.[10]
  - UCLA beat USC 28⁠–⁠14 in the final game of the regular season.[10]
- 단어 간의 갈등이나 관련성 또는 방향을 나타낼 때 쓰인다.[10]
  - The liberal⁠–conservative debate never ends.[10]
  - The Perth⁠–Dubai–⁠Boston flight takes more than a day.[10]
  - There is a north⁠–⁠south railway in the same area as the highway that runs east⁠–⁠west.[10]
- 열린 합성어(open compound) 또는 붙임표(hyphen)가 있는 복합형용사(compound adjective)에 쓰이기도 한다.[10]
  - She is a National Book Award⁠–⁠winning novelist.[10]
  - It was just one of many changes in this post⁠–⁠New Deal era.[10]
  - They were a bunch of prep school⁠–⁠educated snobs.[10]
  - He submitted his manuscript to an e-book⁠–⁠only publisher.[10]

## 부호 위치
| 기호 | 유니코드 | JIS X 0213 | 문자 참조                | 명칭                |
| ---- | -------- | ---------- | ------------------------ | ------------------- |
| ‒    | U+2012   | -          | &#x2012; &#8210;         | FIGURE DASH         |
| –    | U+2013   | 1-3-92     | &ndash; &#x2013; &#8211; | EN DASH             |
| —    | U+2014   | 1-1-29     | &mdash; &#x2014; &#8212; | 대시 (전각) EM DASH |
| ―    | U+2015   | -          | &#x2015; &#8213;         | HORIZONTAL BAR      |
| ⁓    | U+2053   | -          | &#x2053; &#8275;         | SWUNG DASH          |
| 〜   | U+301C   | 1-1-33     | &#x301C; &#12316;        | 물결표 WAVE DASH    |
| 〰   | U+3030   | -          | &#x3030; &#12336;        | WAVY DASH           |

1. 1 2  전각 대시의 매핑 문제 참조.

### 상세 유니코드
| 코드    |    | 5x         | 명칭                                             |
| ------- | -- | ---------- | ------------------------------------------------ |
| U+002D  | -  | -----      | HYPHEN-MINUS                                     |
| U+005F  | _  | _____      | LOW LINE                                         |
| U+007E  | ~  | ~~~~~      | TILDE                                            |
| U+00AD  |    |            | SOFT HYPHEN                                      |
| U+00AF  | ¯  | ¯¯¯¯¯      | MACRON                                           |
| U+02C9  | ˉ  | ˉˉˉˉˉ      | MODIFIER LETTER MACRON                           |
| U+02CD  | ˍ  | ˍˍˍˍˍ      | MODIFIER LETTER LOW MACRON                       |
| U+02D7  | ˗  | ˗˗˗˗˗      | MODIFIER LETTER MINUS SIGN                       |
| U+02DC  | ˜  | ˜˜˜˜˜      | SMALL TILDE                                      |
| U+058A  | ֊  | ֊          | ARMENIAN HYPHEN                                  |
| U+05BE  | ־  | ־          | HEBREW PUNCTUATION MAQAF                         |
| U+06D4  | ۔  | ۔          | ARABIC FULL STOP                                 |
| U+1400  | ᐀  | ᐀          | CANADIAN SYLLABICS HYPHEN                        |
| U+1428  | ᐨ  | ᐨ          | CANADIAN SYLLABICS FINAL SHORT HORIZONTAL STROKE |
| U+1806  | ᠆  | ᠆          | MONGOLIAN TODO SOFT HYPHEN                       |
| U+1B78  | ᭸  | ᭸          | BALINESE MUSICAL SYMBOL LEFT-HAND OPEN PANG      |
| U+2010  | ‐  | ‐‐‐‐‐      | HYPHEN                                           |
| U+2011  | ‑  | ‑‑‑‑‑      | NON-BREAKING HYPHEN                              |
| U+2012  | ‒  | ‒‒‒‒‒      | FIGURE DASH                                      |
| U+2013  | –  | –––––      | EN DASH                                          |
| U+2014  | —  | —————      | EM DASH                                          |
| U+2015  | ―  | ―――――      | HORIZONTAL BAR                                   |
| U+203E  | ‾  | ‾‾‾‾‾      | OVERLINE                                         |
| U+2043  | ⁃  | ⁃⁃⁃⁃⁃      | HYPHEN BULLET                                    |
| U+2053  | ⁓  | ⁓⁓⁓⁓⁓      | SWUNG DASH                                       |
| U+207B  | ⁻  | ⁻⁻⁻⁻⁻      | SUPERSCRIPT MINUS                                |
| U+208B  | ₋  | ₋₋₋₋₋      | SUBSCRIPT MINUS                                  |
| U+2212  | −  | −−−−−      | MINUS SIGN                                       |
| U+223C  | ∼  | ∼∼∼∼∼      | TILDE OPERATOR                                   |
| U+23AF  | ⎯  | ⎯⎯⎯⎯⎯      | HORIZONTAL LINE EXTENSION                        |
| U+23E4  | ⏤  | ⏤⏤⏤⏤⏤      | STRAIGHTNESS                                     |
| U+2500  | ─  | ─────      | BOX DRAWINGS LIGHT HORIZONTAL                    |
| U+2796  | ➖ | ➖➖➖➖➖ | HEAVY MINUS SIGN                                 |
| U+2E0F  | ⸏  | ⸏          | PARAGRAPHOS                                      |
| U+2E17  | ⸗  | ⸗          | DOUBLE OBLIQUE HYPHEN                            |
| U+2E1A  | ⸚  | ⸚          | HYPHEN WITH DIAERESIS                            |
| U+2E3A  | ⸺  | ⸺          | TWO-EM DASH                                      |
| U+2E3B  | ⸻  | ⸻          | THREE-EM DASH                                    |
| U+2E40  | ⹀  | ⹀          | DOUBLE HYPHEN                                    |
| U+30A0  | ゠ | ゠         | KATAKANA-HIRAGANA DOUBLE HYPHEN                  |
| U+3161  | ㅡ | ㅡ         | HANGUL LETTER EU                                 |
| U+1173  | ᅳ   | ᅳ           | HANGUL JUNGSEONG EU                              |
| U+301C  | 〜 | 〜         | WAVE DASH                                        |
| U+3030  | 〰 | 〰         | WAVY DASH                                        |
| U+30FC  | ー | ー         | KATAKANA-HIRAGANA PROLONGED SOUND MARK           |
| U+4E00  | 一 | 一         | CJK UNIFIED IDEOGRAPH-4E00                       |
| U+A4FE  | ꓾  | ꓾          | LISU PUNCTUATION COMMA                           |
| U+FE31  | ︱ | ︱         | PRESENTATION FORM FOR VERTICAL EM DASH           |
| U+FE32  | ︲ | ︲         | PRESENTATION FORM FOR VERTICAL EN DASH           |
| U+FE58  | ﹘ | ﹘         | SMALL EM DASH                                    |
| U+FE63  | ﹣ | ﹣         | SMALL HYPHEN-MINUS                               |
| U+FF0D  | － | －         | FULLWIDTH HYPHEN-MINUS                           |
| U+FF5E  | ～ | ～         | FULLWIDTH TILDE                                  |
| U+10110 | 𐄐  | 𐄐          | AEGEAN NUMBER TEN                                |
| U+10191 | 𐆑  | 𐆑          | ROMAN UNCIA SIGN                                 |
| U+10EAD | 𐺭  | 𐺭          | YEZIDI HYPHENATION MARK                          |
| U+1104B | 𑁋  | 𑁋          | BRAHMI PUNCTUATION LINE                          |
| U+11052 | 𑁒  | 𑁒          | BRAHMI NUMBER ONE                                |
| U+110BE | 𑂾  | 𑂾          | KAITHI SECTION MARK                              |
| U+1D360 | 𝍠  | 𝍠          | COUNTING ROD UNIT DIGIT ONE                      |

### 전각 대시의 매핑 문제
JIS X 0208 및 JIS X 0213 한자 집합 1면의 1구 29점에는 ‘전각 대시’가 있으며, ISO/IEC 10646 및 유니코드가 대응하는 문자 이름은 EM DASH로 정의되고 있다. 따라서, 이 (면의) 구두 위치에 대응하는 유니코드의 부호 위치는 U+2014이다.(또한, JIS X 0213:2000에는 처음으로 실수로 U+2015로 인쇄됐지만, 2001년 5월자 정오표에서 정정됐다. 2002년 5월 발행 일본규격협회 ‘개정 증보 JIS 한자사전’에서도 U+2014로 있으며, 2004년의 JIS X 0213 개정에서도 U+2014인 것이 확인되고 있다. JIS X 0213:2000/추보1:2004의 규격표 해설 3.3.5에서는 JIS X 0208의 1구 29점이 ISO/IEC 10646의 U+2014와 대응하는 것에 대해서, JIS X 0221-1:2001의 해설의 3.8.8을 참조하고 있다)
다만, 예전에 유니코드 협회가 non-normative한 정보로 FTP 사이트에서 제공하고 있던 Shift_JIS와의 대응을 작성한 텍스트 파일에는 SJISの0x815C (1구 29점에 대응하는 코드값)에 대응하는 것으로 U+2015를 기록하고 있었다. 이 텍스트 파일은 지금이나 유니코드 협회에 따라서 obsolete로 되어있지만(유니코드와 다른 국가규격 등과 대응은 다른 규격 측에 붙이는 방침), 이 변환표 대로 설치된 프로그램이 지금도 존재하는 것으로 간주된다.
이것은 마이크로소프트가 설치하고 있는 윈도우 XP까지의 CP932의 유니코드 변환과 같다.
이에 대해서 애플의 시프트 JIS가 설치된 MacJapanese나 윈도우 비타 이후의 CP932에서는 JIS X 0208/0213와 같은 EM DASH (U+2014)으로 매핑하고 있다.
이들의 비호환성에 의해서 0x815C를 사용한 텍스트 데이터는 문자깨짐이 있다. 그렇다고 하더라도,
- ASCII 영역 밖이기에 프로그래밍 언어 등에서는 사용되지 않는다
- 화면 상에서는 어느쪽도 가로획이다(길이는 조금 바뀌는 경우가 있다)
- 대부분의 경우는 빼기 기호(-)가 사용된다

라는 이유에 따라서 엔 기호 문제 등의 문자깨짐과는 다르며, 심각한 문제가 되는 일은 별로 없다.